# 630 Euphemia
630 Euphemia là một tiểu hành tinh ở vành đai chính, thuộc nhóm tiểu hành tinh Eunomia. Nó được xếp loại tiểu hành tinh kiểu S, có bề mặt sáng.
Tiểu hành tinh này do August Kopff phát hiện ngày 7.3.1907 ở Heidelberg, và được đặt theo tên thánh nữ Euphemia của Kitô giáo